# Stilkunde
Die Stilkunde ist eines der Fundamente der Kunstgeschichte und der Kunstkritik. Sie beschäftigt sich mit den speziellen Ausprägungen von Stilen der Kunst, des Kunsthandwerks so wie anderen kulturellen Wesensformen anhand der verwendeten „Stilmittel“.

## Bedeutung innerhalb des Fachs Kunstgeschichte
Der Begriff der Stilkunde findet vor allem in Bezug auf die Bildende Kunst Anwendung, also auf  Architektur, Bildhauerei, Malerei und Grafik sowie das Kunstgewerbe. Die Stilkunde stellt seit der Renaissance das klassische Verfahren wissenschaftlicher Analyse von Kunstwerken dar. Diese klassische Methode wurde erst in neuerer Zeit durch alternative Ansätze wie Ikonographie bzw. Ikonologie oder Rezeptionsästhetik ergänzt.

## Begriff der Stilepoche
Der für die Stilkunde zentrale Begriff der „Epoche“ oder genauer der „Stilepoche“ bezeichnet einen Zeitabschnitt von mehreren Jahren oder Jahrzehnten (in der archäologischen Stilkunde der Frühgeschichte auch Jahrhunderte), in welchem kulturelle Güter gleicher Art in einer Vielzahl von Merkmalen verwandt sind und sich „stilistisch“ ähneln.

## Weitere Bedeutungen
Außerhalb der Kunstgeschichte und damit als Methode zur Analyse von Stilepochen wird der Begriff der Stilkunde auch im Sinne einer Lehre vom guten Stil in ganz verschiedenen Zusammenhängen gebraucht, so etwa im Bereich von Stilratgebern für „gutes Schreiben“ oder als „Stilkunde für Schreiner“.